# Young Sherlock Holmes
Young Sherlock Holmes, in Nederland in de bioscopen als The Pyramid of Fear, is een Amerikaanse film uit 1985 geregisseerd door Barry Levinson. De film is gebaseerd op personages van de Engelse auteur Arthur Conan Doyle. De film is een mengeling van actie, horror en drama.

## Verhaal
Tieners Sherlock Holmes en John Watson ontmoeten elkaar op de Brompton Academy in het Engelse Gillingham in het graafschap Kent. Al snel worden ze goede vrienden. Holmes' mentor is Rupert T. Waxflatter, een gepensioneerde schooldirecteur en uitvinder. Diens nichtje Elizabeth is verliefd op Holmes. Verder is Holmes goed bevriend met zijn scherminstructeur professor Rathe.
Op een dag krijgen Bently Bobster en priester Duncan Nesbitt een doorntje in hun lichaam. Dit werd met behulp van een blaaspijp afgeschoten door een mysterieuze man. De doorn bevat een gif waardoor Bently en Duncan beginnen te hallucineren wat tot hun dood leidt. Holmes vermoedt dat beide doodsoorzaken gelinkt zijn, maar inspecteur Lestrade van Scotland Yard overbluft hem en gaat met de eer lopen. Dit incident leidt uiteindelijk tot de schorsing van Holmes aan de school. Wanneer hij op het punt staat te vertrekken, wordt Waxflatter ook geraakt door een gifdoorn en ziet overal gremlins. Tijdens het gevecht met de imaginaire wezens verwondt hij zich levensgevaarlijk. Net voor hij sterft, fluistert hij naar Holmes nog de woorden "Eh-tar".
Holmes gaat op onderzoek en vindt enkele attributen en aanwijzingen op de plaats delict. Hij ontdekt dat de symptomen van de moorden overeenkomen met rituelen uitgevoerd door Rame Tep, een oude Egyptische sekte die de god Osiris aanbaden. Hoewel gedacht werd dat de sekte niet meer bestaat, blijken zij toch aanwezig te zijn in Londen waar zij hun rituelen uitvoeren in een piramide die zich onder de grond van een loods bevindt.  Holmes, Watson en Elizabeth vinden de sekte en bespieden hen tijdens een van hun rituelen. Ze worden echter opgemerkt. Tijdens hun vlucht worden ze achtervolgd door de sekte die doornen op hen afschiet.
De volgende avond vinden Holmes en Watson in het kantoor van Waxflatter een foto met daarop de drie mannen die ze de dag voordien in de piramide zagen. Op de foto staat ook nog Chester Cragwitch. Cragwitch zegt dat hij en de drie andere mannen in hun jonge jaren in Egypte waren om een hotel te bouwen. Tijdens de graafwerken vonden ze de piramide van Rame Tep. Zij wilden de piramide meenemen tot groot protest van de bevolking. Het kwam tot een gevecht waarbij de politie moest optreden. Tijdens dit gevecht stierven de ouders van Eh-tar. Eh-tar en zijn zus zwoeren om wraak te nemen. Nadat Cragwitch dit vertelt, wordt hij geraakt door een giftige doorn. Door de hallucinatie tracht hij Holmes te vermoorden. Op dat ogenblik komt inspecteur Lestrade binnen. Hij slaat Cragwitch bewusteloos.
Holmes en Watson worden terug toegelaten tot de school. Door een opmerking van Watson beseft Holmes plots dat professor Rathe een anagram is van Eh-tar. Al snel blijkt dit te kloppen. Daarbij komt dat de schoolverpleegster de zus is van Eh-tar. Wanneer Elizabeth vermist is, vrezen Holmes en Watson dat ze werd ontvoerd door Eh-tar. Ze vliegen met een door Waxflatter uitgevonden machine naar de piramide omdat ze vrezen dat Elizabeth aan Osiris zal worden geofferd. Holmes zet de piramide in brand. Terwijl Eh-tar vlucht met Elizabeth ontstaat er een gevecht tussen de verpleegster en Holmes. De verpleegster slikt per ongeluk een giftige doorn in en sterft. Eh-tar schiet met zijn pistool op Holmes, maar Elizabeth wordt geraakt. Daarop start een gevecht tussen Holmes en Eh-tar waarbij deze laatste in een bevroren Theems valt en meegesleurd wordt met het water dat zich onder het ijs bevindt. Elizabeth sterft aan interne verwondingen.
Holmes bedankt Watson omdat hij de tip naar het anagram gaf. Watson hoopt dat hij in de toekomst nog meerdere avonturen met Holmes zal beleven.
Na de aftiteling komt nog een scène waaruit blijkt dat Rathe toch nog leeft en een nieuwe identiteit heeft aangenomen: Professor Moriarty, die in latere verhalen de grootste vijand van Holmes wordt.

## Rolverdeling
| Acteur                 | Personage              |
| ---------------------- | ---------------------- |
| Nicholas Rowe          | Sherlock Holmes        |
| Alan Cox               | John Watson            |
| Sophie Ward            | Elizabeth Hardy        |
| Anthony Higgins        | Professor Rathe        |
| Susan Fleetwood        | Mevrouw Dribb          |
| Freddie Jones          | Chester Cragwitch      |
| Nigel Stock            | Rupert T. Waxflatter   |
| Roger Ashton-Griffiths | Brigadier Lestrade     |
| Earl Rhodes            | Dudley                 |
| Brian Oulton           | Meester Snelgrove      |
| Patrick Newell         | Bentley Bobster        |
| Donald Eccles          | Dominee Duncan Nesbitt |
| Matthew Ryan           | Vriend van Dudley      |
| Matthew Blakstad       | Vriend van Dudley      |
| Jonathan Lacey         | Vriend van Dudley      |